# Tzeltal (taal)
Het Tzeltal of Tseltal is een taal uit de Maya-taalfamilie. Het Tzeltal wordt gesproken door de Tzeltal en als lingua franca door andere Indiaanse volkeren in de Mexicaanse staat Chiapas leven. Het Tzeltal heeft 371.730 sprekers.

## Indeling
Het Tzeltal maakt deel uit van de Ch'olaans-Tzeltalaanse, of westelijke, tak van de Mayatalen. Haar meest naaste verwant is het Tzotzil. Glottochronologisch onderzoek heeft uitgewezen dat Tzotzil en Tzeltal rond het jaar 1200 uiteen zijn gevallen. Het Tzeltal zelf bestaat uit twee dialectgroepen, het Hoog-Tzeltal dat in de Chiapaneekse hooglanden wordt gesproken, en het Laag-Tzeltal uit de omliggende lagere gebieden. Het Tzeltal dat in Oxchuc wordt gesproken, een variant van het Hoog-Tzeltal, geldt als 'Standaardtzeltal', maar alle dialecten zijn onderling verstaanbaar.

## Kenmerken
Zoals alle Mayatalen heeft het Tzeltal een SVO-woordvolgorde, is het ergatief en ligt de klemtoon altijd op de laatste lettergreep. Voor degenen die niet bekend zijn met Mayatalen gelden de geglottaliseerde medeklinkers als lastig.

## Sprekers
Tzeltal is na Spaans de meest gesproken taal in Chiapas. Het geldt onder de Chiapaneekse indianen als lingua franca, de meeste Chiapaneekse indianen die zelf geen Tzeltal zijn hebben wel enige kennis van de taal. Voor de komst van de Spanjaarden is het waarschijnlijk tot buiten Chiapas gesproken. Doordat de Tzeltal met hun eigen taal in interlokale contacten goed uit de voeten kunnen, spreekt bijna de helft van de moedertaalsprekers geen Spaans.
De taal is, voornamelijk door Amerikaanse zendelingen en taalkundigen, goed bestudeerd. De eerste Bijbelvertaling stamt uit 1956. In Las Margaritas is een radiostation dat in het Tzeltal uitzendt en ook de Chiapaneekse tv ruimt tijd in voor programma's in het Tzeltal.